# Tiberije Sempronije Longo (konzul 194. pr. Kr.)
Tiberije Sempronije Longo (Tiberius Sempronius Longus) je bio rimski političar i vojskovođa koji je živio početkom 2. stoljeća pr. Kr.
Bio je sin istoimenog vojskovođe i političara koji je služio kao konzul u drugom punskom ratu. Sam Sempronije je izabran za konzula 194. pr. Kr. a kolega mu je bio proslavljeni Scipion Afrikanac. U doba svog konzulskog mandata je bio najviše zabavljen pravnim pitanjima te je nadgledao niz rimskih kolonija u Kampaniji.
Poslije je nadgledao kolonizaciju u Cisalpinskoj Galiji. Tada su Boji napali njegov logor i pri tome ubili 5000 vojnika pod njegovom zapovijedi. Kasnije se je odselio u Placentiju. 